# Gynoplistia resecta
Gynoplistia resecta är en tvåvingeart som beskrevs av Edwards 1924. Gynoplistia resecta ingår i släktet Gynoplistia och familjen småharkrankar. Inga underarter finns listade i Catalogue of Life.